# Nailed to Metal - The Complete History
Nailed to Metal - The Complete History è un DVD pubblicato pubblicato dalla band heavy metal tedesca U.D.O. nel 2003 che ripercorre con videoclip e filmati live la loro carriera dal lontano 1987.
Contiene anche il disco live Nailed to Metal - The Missing Tracks.

## Tracce

### DVD
1. Holy (live)
2. Raiders Of Beyond (live)
3. Midnight Mover (Accept cover, live)
4. Independence Day (live)
5. Metal Eater (live)
6. Winter Dreams (Accept cover, live)
7. Shout It Out (live)
8. Cut Me Out (live)
9. I´m A Rebel (Accept cover, live)
10. They Want War (live)
11. Break The Rules (videoclip)
12. Heart Of Gold (videoclip)
13. Heart Of Gold (making of)
14. Heart Of Gold (live 1989)
15. Timebomb (electronic presskit)
16. Independence Day (videoclip)
17. (Still (Together with Aria)
18. Go Back To Hell (live 1988)
19. Drum Solo (live 2001)

### Extra
1. Dietro le quinte (Russia, USA, Parashoot Jump)
2. Discografia
3. Biografia
4. Galleria fotografica
5. Web links
6. Tracce audio:
X-T-C (Accept cover)
The Key (tratta dall'edizione giapponese di No Limits)
Mad Dogs And Loaded Guns (demo registrata durante le sessioni di Solid)
Warchild (demo registrata durante le sessioni di Solid)
Rated X (demo registrata durante le sessioni di No Limits)
Tough Luck (demo registrata durante le sessioni di No Limits)
Recall The Sin (demo registrata durante le sessioni di Holy)

### CD
1. Holy
2. Raiders Of Beyond
3. Metal Heart (Accept cover)
4. X-T-C (Accept cover)
5. Drum Solo
6. Fast As A Shark (Accept cover)
7. Princess Of The Dawn (Accept cover)
8. Restless And Wild (Accept cover)
9. Thunder In The Tower
10. Hard Attack (Accept cover)
11. Balls To The Wall (Accept cover)

## Formazione
- Udo Dirkschneider: voce
- Mathias Dieth: chitarra
- Peter Szigeti: chitarra
- Frank Rittel: basso
- Thomas Franke: batteria
- Andy Susemihl: chitarra
- Dieter Rubach: basso
- Thomas Smuszynski: basso
- Stefan Schwarzmann: batteria
- Stefan Kaufmann: chitarra
- Jürgen Graf: chitarra
- Fitty Wienhold: basso
- Igor Gianola: chitarra
- Lorenzo Milani: batteria